# Anseriformes
Els anseriformes (Anseriformes) són un ordre d'aus que agrupa tres famílies, 51 gèneres i 168 espècies, segons el Congrés Ornitològic Internacional. Entre els seus membres, figuren les oques, ànecs, cignes i txajàs. La major part de les espècies són aquàtiques. Algunes de les espècies tenen importància per a l'ésser humà des de fa segles, per a la caça, la ramaderia o com a símbol cultural.

## Morfologia
Els anseriformes són aus de mitjanes a grans, fan de 30 a 180 cm d'envergadura, amb un pes des de 230 g fins a 23 kg de les oques domèstiques. El color del plomatge és variat, i pot anar del blanc o negre al gris o marró. Els txajàs tenen plomes de colors sobre el cap i el coll. Els anàtids, de vegades, tenen plomes iridescents verdes, blaves o bronze. Les potes són palmades. Tenen quatre dits en cada peu; en el cas dels anhímids, el posterior se'n troba a la mateixa altura que els altres; però, en els anàtids, el dit posterior està absent o és molt menut, i una mica més alt que els altres.
Els anàtids mascle tenen òrgans copuladors ossificats totalment o en part.
En els anhímids, el bec és curt i ganxut, mentre que en els anàtids el bec és, en general però no sempre, ample i arrodonit. Totes les espècies tenen unes plaques filtrants a l'interior del bec, incloent-hi els anhímids de manera vestigial. El bec i la llengua actuen com una pompa d'aspiració per a filtrar l'aigua. Un conjunt de fines plaques atrapa les petites partícules, que són separades i engolides.

## Ecologia
Les anseriformes estan repartides per totes les terres emergides del món, a excepció de l'Antàrtida. Viuen a prop de llacs i estanys, cursos fluvials, aiguamolls i praderies inundades. La majoria de les espècies són migradores. La zona de distribució de les anhímides està limitada a Sud-amèrica, i els anseranàtids a Austràlia.
La UICN ha inscrit més de quaranta espècies en la llista d'espècies amenaçades. El 2008, se'n van donar sis espècies per extintes: Alopochen mauritianus, Anas marecula, Anas theodori, Camptorhynchus labradorius, Alopochen kervazoi, Mergus australis, deu en són classificades en perill: Anas bernieri, Anas chlorotis, Anas melleri, Anas wyvilliana, Anser cygnoides, Branta ruficollis, Cairina scutulata, Oxyura leucocephala, Hymenolaimus malacorhynchos, Mergus squamatus. Sis taxons van ser registrats com "en perill crític d'extinció" Anas laysanensis, Anas nesiotis, Aythya innotata, Mergus octosetaceus, Rhodonessa caryophyllacea, Tadorna cristata.
Les causes que amenacen principalment aquestes espècies són les espècies introduïdes, la caça i recol·lecció d'ous i pollets, la destrucció de l'hàbitat i la utilització de productes agroquímics.
Els anseriformes són principalment herbívors, però a vegades poden ser malacòfags, insectívors o piscívors, depenent de les espècies. Els herbívors es poden alimentar de fulles, tiges, flors, arres i llavors que troben en la vegetació aquàtica. Els carnívors mengen insectes, plàncton, cullerots, mol·luscs, crustacis i peixos petits. Els bec de serra són quasi en exclusiva piscívors.
La major part dels anseriformes són migradors, i ponen una vegada a l'any; però, les espècies tropicals sedentàries poden criar en qualsevol època de l'any. Aquestes espècies són en general monògames; però, algunes són conegudes per conservar la mateixa parella tota la vida. Les parades nupcials inclouen vocalitzacions i postures complexes. Un bon nombre d'espècies copulen sobre l'aigua; d'altres, com els anhímids, ho fan sobre terra. El niu, el fan generalment en terra. Coven des de 22 dies, les espècies més petites, fins als 45 els anhímids. Els adults protegeixen llurs cries després de l'eclosió. Nidífugs, es poden alimentar per si mateixos. Els pares es poden ocupar dels joves, fins i tot després del primer vol, de vegades unes setmanes. Es poden reproduir a una edat d'entre un i cinc anys.

## Taxonomia
El mot “anseriformes” esdevé del llatí anser (oca), que n'és, a més, un dels gèneres. L'ordre va ser creat per Carl von Linné, com un dels sis grups en què dividia els ocells. Georges Cuvier va agrupar les espècies d'anseriformes com a lamel·lirostres, a causa del seu bec particular. Aquest grup estava inclòs en les "palmípedes".
Els estudis de la morfologia, comportament o els basats en estudis de l'ADN no poden avui dia demostrar la tesi monofilètica de l'ordre. En els anàtids, que van patir una recent radiació evolutiva, resulta molt controvertida la relació entre les diferents espècies. Així mateix, és molt controvertida la relació entre els anseriformes i la resta d'aus.
Avui la major part de les classificacions, com ara la del Congrés Ornitològic Internacional (versió 2.2, 2009) separen els anseriformes en tres famílies vivents: 
- Família Anhimidae, amb tres espècies[1] d'Amèrica del Sud.
- Família Anseranatidae, amb una espècie australiana, l'oca garsera (Anseranas semipalmata).
- Família Anatidae, amb 164 espècies disperses per tot el món.